# Phorocera varicornis
Phorocera varicornis là một loài ruồi trong họ Tachinidae.